# Buddhacarita
Buddhacharita ("Os atos de Buda"; Buddhacaritam, Devanagari बुद्धचरितम्) é um poema épico em Sânscrito que versa sobre a vida de Gautama Buda por Aśvaghoṣa, composto no séc II a.C. O poema tem 28 cantos, os primeiros 14 se encontram em versão completa em Sânscrito (os cantos 15 até 28 se encontra em forma incompleta).
Em 420, Dharmarakṣa verteu à para a Chinês, e no séc VII ou VIII, uma versão Tibetana também foi traduzida.

## Traduções em Inglês
- E.B. Cowell, The Buddha Carita or the Life of the Buddha. 1894, reprinted with text, New Delhi, 1977.
- Samuel Beal, The Fo-Sho-Hing-Tsan-King. Oxford, 1883. English translation of the Chinese version
- Buddhist Mahâyâna Texts. Oxford, 1894. Cantos 1-13 in English, with four supplementary cantos dating to the 19th century
- E. H. Johnston, The Buddhacarita or Acts of the Buddha. Lahore, 1936. 2 vols. (Cantos 1-14 in Sanskrit and English)
- Patrick Olivelle, Life of the Buddha. Clay Sanskrit Library, 2008. 1 vols. (Cantos 1-14 in Sanskrit and English with summary of the Chinese cantos not available in the Sanskrit)